# Emanuele Giaccherini
Emanuele Giaccherini (Bibbiena, 5 maggio 1985) è un ex calciatore italiano, di ruolo centrocampista. Con la nazionale italiana si è classificato secondo al campionato d'Europa 2012 e terzo alla Confederations Cup 2013.

## Biografia
Cresciuto a Talla, nella provincia aretina, all'età di 16 anni si è trasferito a Cesena. A causa di uno scontro con un portiere avversario durante la militanza nel Bibbiena, alla stessa età ha subìto l'asportazione della milza. Sposato con Dania, la coppia ha tre figli.
Tra i vari soprannomi affibbiatigli nel corso della carriera, il più famoso è diventato Giaccherinho, nomignolo nato ai tempi di Cesena e divenuto popolare quando ripreso dall'allenatore Antonio Conte: «Giaccherini è l'esempio di come un giocatore che ha fatto la provincia può meritarsi la Juventus [...] Se si chiamasse Giaccherinho sarebbe molto più considerato».

## Caratteristiche tecniche
Calciatore molto duttile, nel corso della sua carriera ha ricoperto diversi ruoli offensivi, dalla seconda punta, all'esterno o al rifinitore; poteva essere schierato con buoni risultati anche in mediana, come centrocampista centrale o mezzala.
Dotato di resistenza, tecnica e rapidità, con cui compensava un fisico minuto, era abile a inserirsi negli spazi, qualità da cui ne derivava una buona capacità realizzativa.

## Carriera

### Giocatore

#### Club

##### Cesena e i periodi in prestito
Il Cesena preleva Giaccherini nel 2001 da una società affiliata, il Bibbiena. Nel 2004 viene mandato in prestito in Serie C2 al Forlì. Nei successivi due anni Giaccherini va in prestito nella medesima serie al Bellaria Igea Marina. Durante la seconda stagione di permanenza rimedia un infortunio che gli fa chiudere la stagione in anticipo; in quest'occasione Giaccherini medita anche il ritiro dall'attività agonistica per ritornare a casa e andare a lavorare come operaio.
L'anno dopo viene prestato nuovamente in C2, al Pavia. In quest'annata evita la retrocessione ai play-out con la squadra lombarda, segnando 10 reti. A fine stagione ritorna a Cesena, dov'è inizialmente messo fuori rosa, ma il nuovo allenatore Pierpaolo Bisoli decide di puntare su di lui; la stagione seguente ottiene un posto da titolare, contribuendo con 5 reti alla promozione della squadra in Serie B. Mantiene il ruolo da titolare anche la stagione successiva, segnando il suo primo gol in cadetteria il 29 agosto 2009 allo Stadio Via del Mare contro il Gallipoli. Termina la stagione raggiungendo la promozione in Serie A con i romagnoli e chiudendo con 9 centri personali, di cui 8 in campionato e 1 in Coppa Italia.
Esordisce nella massima serie il 28 agosto 2010, alla prima di campionato contro la Roma, nel pareggio per 0-0 allo Stadio Olimpico. La sua prima marcatura in A arriva l'11 settembre, alla seconda giornata, realizzando in contropiede la rete del 2-0 finale sul Milan. Il 6 marzo 2011 segna la sua prima doppietta in Serie A nella vittoria per 2-3 contro la Sampdoria, realizzando 2 gol in 2 minuti. Il 15 maggio timbra infine la rete-partita contro il Brescia, che sancisce l'aritmetica salvezza dei romagnoli; è questo il suo ultimo centro in maglia cesenate.

##### Juventus
Il 25 agosto 2011 il giocatore viene ceduto in comproprietà alla Juventus per 3 milioni di euro.
L'11 settembre successivo fa il suo esordio ufficiale coi bianconeri, nella vittoria casalinga 4-1 sul Parma. Pur non facendo parte dell'undici titolare, Giaccherini ha modo di mettersi in luce durante la stagione, conquistandosi la fiducia dell'allenatore Conte e ritagliandosi un proprio spazio nell'organico juventino.
L'8 dicembre sigla il suo primo gol in maglia bianconera nell'incontro di Coppa Italia contro il Bologna, poi finito 2-1 ai tempi supplementari a favore dei torinesi.
All'inizio dell'anno successivo, il 21 gennaio mette invece a segno la sua prima rete in campionato con la formazione piemontese, quella del definitivo 2-0 all'Atalanta, che permette alla sua squadra di laurearsi simbolicamente campione d'inverno.
Il 6 maggio 2012, dopo la vittoria della Juventus contro il Cagliari, vince il suo primo scudetto.
Il 19 giugno seguente viene riscattato dalla società bianconera per 4.250.000 euro. L'11 agosto 2012 gioca gli ultimi minuti della Supercoppa italiana vinta dalla Juventus per 4-2 ai supplementari contro il Napoli; il successivo 23 ottobre fa il suo esordio assoluto in Champions League, subentrando negli ultimi minuti della sfida di Copenaghen con il Nordsjælland, pareggiata 1-1.
Il 5 maggio 2013, grazie alla vittoria interna allo Juventus Stadium sul Palermo per 1-0, vince con tre giornate d'anticipo il secondo tricolore consecutivo.
Giaccherini chiude il suo ultimo campionato in bianconero con 17 presenze e 3 gol: decisiva si rivela la rete siglata il 10 marzo al Catania, al 1' di recupero, che permette ai piemontesi di vincere la partita e dare il via all'allungo decisivo per il titolo italiano.

##### Sunderland

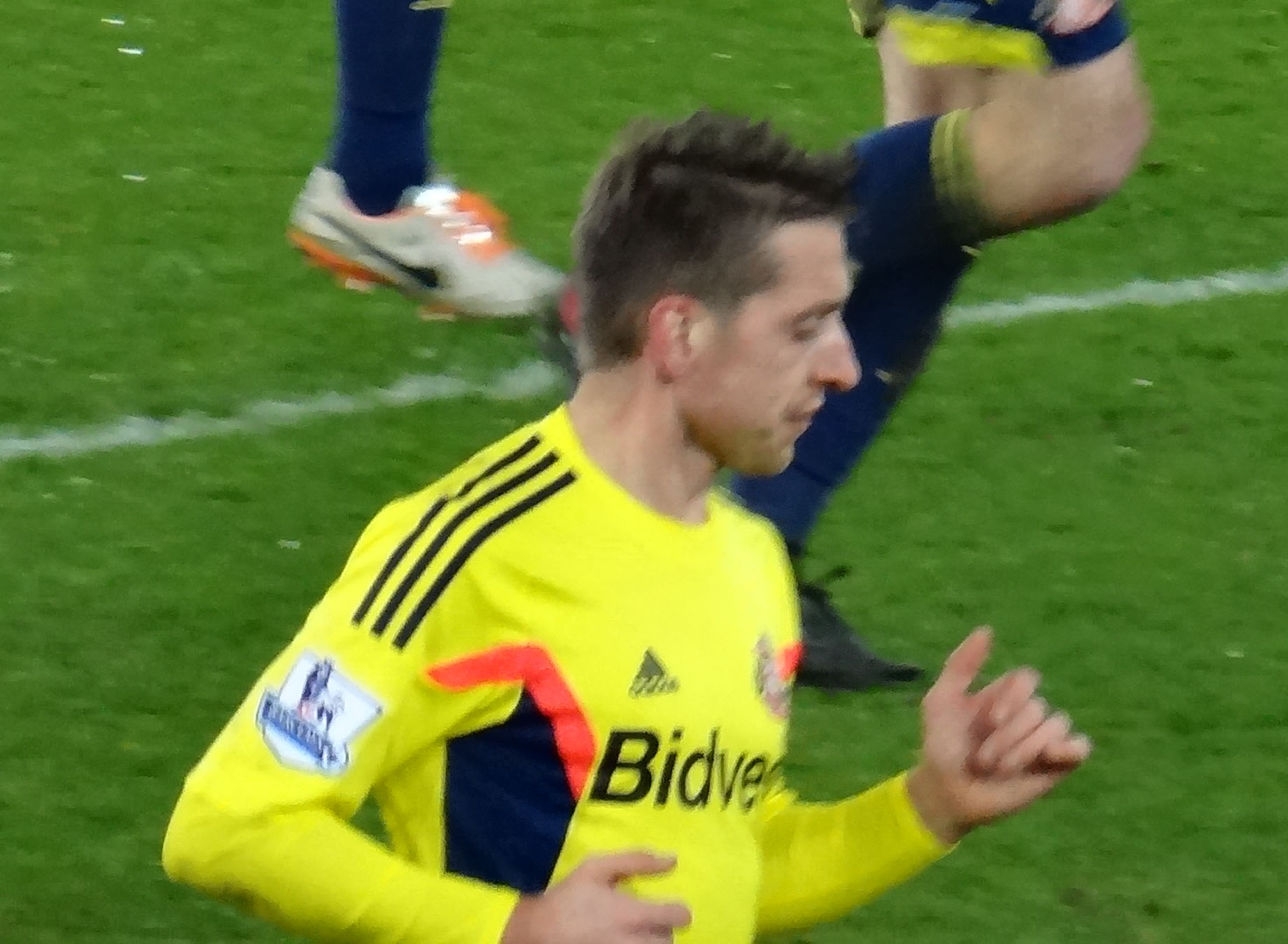
Giaccherini al nel 2013.

Il 16 luglio 2013 viene ufficializzato il suo passaggio al club inglese del Sunderland per 7,5 milioni di euro. Esordisce in biancorosso il 17 agosto, nella prima giornata di Premier League, nella sconfitta casalinga per 0-1 contro il Fulham; la prima rete coi Black Cats arriva invece sette giorni dopo, aprendo le marcature nel pareggio per 1-1 sul campo del Southampton. Il 24 settembre successivo debutta in Football League Cup, siglando il primo gol del Sunderland nel 2-0 finale al Peterborough Utd, nel terzo turno della competizione; coi biancorossi raggiunge poi la finale della Coppa di Lega, la seconda nella storia dei gatti neri, tuttavia sconfitti a Wembley dal Manchester City. In campionato, con 24 presenze e 4 reti, contribuisce alla salvezza del club a fine stagione.
Alla positiva stagione d'esordio a Sunderland, ne segue tuttavia una seconda abbastanza deludente. Il 20 settembre 2014 rimedia un infortunio alla caviglia nella trasferta sul campo del Burnley, che lo tiene lontano dai campi per diversi mesi. Il 26 dicembre torna a giocare, subentrando a Jordi Gómez nel corso del secondo tempo del match di campionato contro l'Hull City. Tuttavia a febbraio 2015 un riacutizzarsi del problema alla caviglia lo costringe a saltare tutto il resto della stagione; i numerosi stop portano la società inglese a perdere fiducia nel giocatore, e lo stesso Giaccherini, demotivato anche dalla lontananza da casa, decide di tornare nel campionato italiano.

##### Bologna e Napoli
Nell'estate seguente, dopo due anni in Inghilterra, il 31 agosto il calciatore fa ritorno in Serie A, prelevato in prestito dal neopromosso Bologna. Il 1º novembre seguente trova la sua prima rete in maglia rossoblù, in campionato, aprendo le marcature nel 3-0 casalingo all'Atalanta. Dopo un avvio negativo sotto la guida di Delio Rossi, l'arrivo del tecnico Roberto Donadoni coincide con un cambio di marcia della squadra petroniana nonché di un ritrovato Giaccherini, il quale chiude la stagione con 7 reti in 28 presenze che contribuiscono alla salvezza anticipata dei felsinei.
Tornato a Sunderland dopo la fine del prestito bolognese, il 16 luglio 2016 viene acquistato dal Napoli. Esordisce con la maglia azzurra il successivo 28 settembre, subentrando a Dries Mertens nella partita di Champions League contro il Benfica vinta per 4-2; non trova tuttavia molto spazio nel suo primo semestre sotto al Vesuvio, siglando il primo gol napoletano solo con l'anno nuovo, il 10 gennaio 2017, nell'incontro valevole per gli ottavi di finale di Coppa Italia contro lo Spezia. La prima realizzazione in campionato in maglia azzurra arriva invece il successivo 10 febbraio, siglando il gol del definitivo 2-0 con cui il Napoli s'impone sul Genoa, unica gara di campionato (sulle 16 presenze complessive) che Giaccherini gioca da titolare. Rimane a Napoli per un anno e mezzo, senza riuscire a imporsi.

##### Chievo
Il 31 gennaio 2018 passa a stagione in corso al Chievo. Debutta in maglia clivense il successivo 4 febbraio, nella sconfitta esterna 0-1 contro l'Atalanta, mentre il 17 dello stesso mese trova il suo primo gol in gialloblù, trasformando un calcio di punizione in occasione della vittoria interna 2-1 sul Cagliari. Con 3 reti in 12 gare contribuisce alla salvezza del club veneto, venendo riscattato dallo stesso a fine stagione. Il campionato seguente, 2018-2019, si rivela tuttavia difficile per i clivensi, che retrocedono in Serie B; Giaccherini è comunque autore del gol che dà ai veneti la prima vittoria in stagione, contro il Frosinone (1-0), il 29 dicembre.
Al termine dell'annata, nonostante la caduta tra i cadetti, il giocatore decide di rimanere a Verona. Il 14 settembre 2019 apre le marcature nella vittoria clivense 2-0 sul campo del Venezia: per Giaccherini è un ritorno al gol in Serie B dopo nove anni, tuttavia nella stessa gara subisce una lesione al flessore sinistro che lo costringe a rimanere fuori per i successivi due mesi. Torna in campo il 29 ottobre, nella partita casalinga contro il Crotone vinta 2-1, subentrando nella ripresa, guadagnandosi e trasformando il calcio di rigore del momentaneo pareggio. L'estate seguente, stante le partenze di Cesar e e Meggiorini, viene nominato capitano della squadra.
Veste la maglia clivense per il successivo biennio, sempre in serie cadetta, fino alla scadenza del contratto nell'estate 2021 quando ufficializza l'addio al calcio giocato.

#### Nazionale

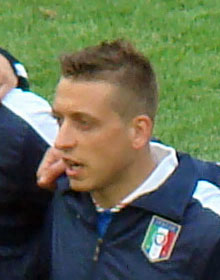
Giaccherini all'esordio in nazionale, al, nella sfida del 10 giugno contro la Spagna.

Nel maggio 2012 viene chiamato per la prima volta nella nazionale maggiore dal commissario tecnico Cesare Prandelli, inserito nella rosa dei 23 convocati per il campionato d'Europa 2012 in Polonia e Ucraina. Il successivo 10 giugno, a 27 anni, esordisce in azzurro scendendo in campo da titolare nella partita d'esordio della competizione europea, pareggiata 1-1 contro la Spagna. Conquista con l'Italia la medaglia d'argento dell'Europeo, dopo la sconfitta 0-4 in finale ancora contro le Furie Rosse.
Utilizzato con regolarità nei mesi seguenti dal CT, viene inserito nella lista dei 23 convocati alla Confederations Cup 2013 in Brasile. L'11 giugno 2013, nella partita amichevole di Rio de Janeiro contro Haiti terminata 2-2, segna la sua prima rete in azzurro dopo 19 secondi di gioco, diventando il marcatore più veloce della storia della nazionale italiana (battendo di un secondo il precedente record del 1984 di Bagni). Il 22 dello stesso mese, realizza il suo primo gol azzurro in una sfida ufficiale, nella sconfitta 2-4 in Confederations Cup contro il Brasile, siglando il gol del momentaneo 1-1. A fine competizione vince con l'Italia la medaglia di bronzo, dopo il successo ai rigori contro l'Uruguay nella finale per il terzo posto; Giaccherini realizza uno dei tiri dal dischetto che valgono il podio agli Azzurri.
Non inserito da Prandelli nella lista dei convocati al campionato del mondo 2014, dopo la rassegna iridata viene richiamato in maglia azzurra dal nuovo commissario tecnico Antonio Conte, già suo allenatore alla Juventus, in occasione del debutto nelle qualificazioni a Euro 2016. Rimane tuttavia lontano dalla nazionale per il successivo anno e mezzo, prima di essere richiamato da Conte per le ultime amichevoli precedenti il campionato d'Europa 2016, e inserito poi il 31 maggio nella rosa dei 23 azzurri per la fase finale della manifestazione continentale.
Il 13 giugno 2016 è protagonista nel vittorioso esordio dell'Italia nel campionato europeo di Francia, aprendo le marcature nel 2-0 sul Belgio (tornando nell'occasione al gol in azzurro dopo quasi tre anni) e venendo nominato uomo-partita dall'UEFA. Il cammino azzurro nella competizione si conclude ai quarti di finale, contro la Germania ai rigori, durante i quali Giaccherini mette a segno il proprio tentativo. Al termine della stessa, con l'avvicendamento tecnico tra Conte e Gian Piero Ventura, Giaccherini non viene più convocato.

### Dopo il ritiro
Nell'agosto 2021 diventa commentatore delle partite di Serie A per DAZN. Nel gennaio del 2023 consegue la qualifica da allenatore UEFA A a Coverciano, che consente di allenare tutte le squadre giovanili e femminili, le prime squadre maschili fino alla Serie C oltre a poter essere tesserato come allenatore in seconda sia in Serie B sia in Serie A.

## Statistiche

### Presenze e reti nei club
Statistiche aggiornate al 3 maggio 2021.
| Stagione                    | Squadra                     | Campionato                  | Campionato | Campionato | Coppe nazionali | Coppe nazionali | Coppe nazionali | Coppe continentali | Coppe continentali | Coppe continentali | Altre coppe | Altre coppe | Altre coppe | Totale | Totale |
| Stagione                    | Squadra                     | Comp                        | Pres       | Reti       | Comp            | Pres            | Reti            | Comp               | Pres               | Reti               | Comp        | Pres        | Reti        | Pres   | Reti   |
| --------------------------- | --------------------------- | --------------------------- | ---------- | ---------- | --------------- | --------------- | --------------- | ------------------ | ------------------ | ------------------ | ----------- | ----------- | ----------- | ------ | ------ |
| 2004-2005                   | Forlì                       | C2                          | 22         | 1          | CI-C            | 1               | 1               | -                  | -                  | -                  | -           | -           | -           | 23     | 2      |
| 2005-2006                   | Bellaria Igea Marina        | C2                          | 30         | 1          | CI-C            | 0               | 0               | -                  | -                  | -                  | -           | -           | -           | 30     | 1      |
| 2006-2007                   | Bellaria Igea Marina        | C2                          | 7          | 2          | CI-C            | 0               | 0               | -                  | -                  | -                  | -           | -           | -           | 7      | 2      |
| Totale Bellaria Igea Marina | Totale Bellaria Igea Marina | Totale Bellaria Igea Marina | 37         | 3          |                 | 0               | 0               |                    | -                  | -                  |             | -           | -           | 37     | 3      |
| 2007-2008                   | Pavia                       | C2                          | 30         | 10         | CI-C            | 2               | 1               | -                  | -                  | -                  | -           | -           | -           | 32     | 11     |
| 2008-2009                   | Cesena                      | 1D                          | 29         | 5          | CI+CI-LP        | 2+2             | 1+1             | -                  | -                  | -                  | SdL-1D      | 2           | 1           | 35     | 8      |
| 2009-2010                   | Cesena                      | B                           | 32         | 8          | CI              | 2               | 1               | -                  | -                  | -                  | -           | -           | -           | 34     | 9      |
| 2010-2011                   | Cesena                      | A                           | 36         | 7          | CI              | 0               | 0               | -                  | -                  | -                  | -           | -           | -           | 36     | 7      |
| Totale Cesena               | Totale Cesena               | Totale Cesena               | 97         | 20         |                 | 6               | 3               |                    | -                  | -                  |             | 2           | 1           | 105    | 24     |
| 2011-2012                   | Juventus                    | A                           | 23         | 1          | CI              | 4               | 2               | -                  | -                  | -                  | -           | -           | -           | 27     | 3      |
| 2012-2013                   | Juventus                    | A                           | 17         | 3          | CI              | 3               | 0               | UCL                | 4                  | 0                  | SI          | 1           | 0           | 25     | 3      |
| Totale Juventus             | Totale Juventus             | Totale Juventus             | 40         | 4          |                 | 7               | 2               |                    | 4                  | 0                  |             | 1           | 0           | 52     | 6      |
| 2013-2014                   | Sunderland                  | PL                          | 24         | 4          | FACup+CdL       | 3+5             | 0+1             | -                  | -                  | -                  | -           | -           | -           | 32     | 5      |
| 2014-2015                   | Sunderland                  | PL                          | 8          | 0          | FACup+CdL       | 2+1             | 0               | -                  | -                  | -                  | -           | -           | -           | 11     | 0      |
| Totale Sunderland           | Totale Sunderland           | Totale Sunderland           | 32         | 4          |                 | 11              | 1               |                    | -                  | -                  |             | -           | -           | 43     | 5      |
| 2015-2016                   | Bologna                     | A                           | 28         | 7          | CI              | 0               | 0               | -                  | -                  | -                  | -           | -           | -           | 28     | 7      |
| 2016-2017                   | Napoli                      | A                           | 16         | 1          | CI              | 1               | 1               | UCL                | 2                  | 0                  | -           | -           | -           | 19     | 2      |
| 2017-gen. 2018              | Napoli                      | A                           | 4          | 0          | CI              | 1               | 0               | UCL                | 0                  | 0                  | -           | -           | -           | 5      | 0      |
| Totale Napoli               | Totale Napoli               | Totale Napoli               | 20         | 1          |                 | 2               | 1               |                    | 2                  | 0                  |             |             |             | 24     | 2      |
| gen.-giu. 2018              | Chievo                      | A                           | 13         | 3          | CI              | 0               | 0               | -                  | -                  | -                  | -           | -           | -           | 13     | 3      |
| 2018-2019                   | Chievo                      | A                           | 26         | 3          | CI              | 2               | 0               | -                  | -                  | -                  | -           | -           | -           | 28     | 3      |
| 2019-2020                   | Chievo                      | B                           | 23         | 5          | CI              | 1               | 0               | -                  | -                  | -                  | -           | -           | -           | 24     | 5      |
| 2020-2021                   | Chievo                      | B                           | 13         | 2          | CI              | 0               | 0               | -                  | -                  | -                  | -           | -           | -           | 13     | 2      |
| Totale Chievo               | Totale Chievo               | Totale Chievo               | 75         | 13         |                 | 3               | 0               |                    | -                  | -                  |             | -           | -           | 78     | 13     |
| Totale carriera             | Totale carriera             | Totale carriera             | 381        | 63         |                 | 32              | 9               |                    | 6                  | 0                  |             | 3           | 1           | 422    | 73     |

### Cronologia presenze e reti in nazionale
| Cronologia completa delle presenze e delle reti in nazionale ― Italia | Cronologia completa delle presenze e delle reti in nazionale ― Italia | Cronologia completa delle presenze e delle reti in nazionale ― Italia | Cronologia completa delle presenze e delle reti in nazionale ― Italia | Cronologia completa delle presenze e delle reti in nazionale ― Italia | Cronologia completa delle presenze e delle reti in nazionale ― Italia | Cronologia completa delle presenze e delle reti in nazionale ― Italia | Cronologia completa delle presenze e delle reti in nazionale ― Italia |
| Data                                                                  | Città                                                                 | In casa                                                               | Risultato                                                             | Ospiti                                                                | Competizione                                                          | Reti                                                                  | Note                                                                  |
| --------------------------------------------------------------------- | --------------------------------------------------------------------- | --------------------------------------------------------------------- | --------------------------------------------------------------------- | --------------------------------------------------------------------- | --------------------------------------------------------------------- | --------------------------------------------------------------------- | --------------------------------------------------------------------- |
| 10-6-2012                                                             | Danzica                                                               | Spagna                                                                | 1 – 1                                                                 | Italia                                                                | Euro 2012 - 1º turno                                                  | -                                                                     |                                                                       |
| 14-6-2012                                                             | Poznań                                                                | Italia                                                                | 1 – 1                                                                 | Croazia                                                               | Euro 2012 - 1º turno                                                  | -                                                                     |                                                                       |
| 7-9-2012                                                              | Sofia                                                                 | Bulgaria                                                              | 2 – 2                                                                 | Italia                                                                | Qual. Mondiali 2014                                                   | -                                                                     | 64’                                                                   |
| 12-10-2012                                                            | Erevan                                                                | Armenia                                                               | 1 – 3                                                                 | Italia                                                                | Qual. Mondiali 2014                                                   | -                                                                     | 72’                                                                   |
| 16-10-2012                                                            | Milano                                                                | Italia                                                                | 3 – 1                                                                 | Danimarca                                                             | Qual. Mondiali 2014                                                   | -                                                                     | 84’                                                                   |
| 14-11-2012                                                            | Parma                                                                 | Italia                                                                | 1 – 2                                                                 | Francia                                                               | Amichevole                                                            | -                                                                     | 50’                                                                   |
| 21-3-2013                                                             | Ginevra                                                               | Italia                                                                | 2 – 2                                                                 | Brasile                                                               | Amichevole                                                            | -                                                                     | 66’                                                                   |
| 26-3-2013                                                             | Ta' Qali                                                              | Malta                                                                 | 0 – 2                                                                 | Italia                                                                | Qual. Mondiali 2014                                                   | -                                                                     | 61’                                                                   |
| 11-6-2013                                                             | Rio de Janeiro                                                        | Italia                                                                | 2 – 2                                                                 | Haiti                                                                 | Amichevole                                                            | 1                                                                     | 52’                                                                   |
| 16-6-2013                                                             | Rio de Janeiro                                                        | Messico                                                               | 1 – 2                                                                 | Italia                                                                | Conf. Cup 2013 - 1º turno                                             | -                                                                     | 88’                                                                   |
| 20-6-2013                                                             | Recife                                                                | Giappone                                                              | 3 – 4                                                                 | Italia                                                                | Conf. Cup 2013 - 1º turno                                             | -                                                                     | 68’                                                                   |
| 22-6-2013                                                             | Salvador                                                              | Italia                                                                | 2 – 4                                                                 | Brasile                                                               | Conf. Cup 2013 - 1º turno                                             | 1                                                                     | 26’                                                                   |
| 27-6-2013                                                             | Fortaleza                                                             | Spagna                                                                | 0 – 0 dts (7 – 6 dtr)                                                 | Italia                                                                | Conf. Cup 2013 - Semifinale                                           | -                                                                     |                                                                       |
| 30-6-2013                                                             | Salvador                                                              | Uruguay                                                               | 2 – 2 dts (2 – 3 dtr)                                                 | Italia                                                                | Conf. Cup 2013 - Finale 3º posto                                      | -                                                                     | 82’                                                                   |
| 14-8-2013                                                             | Roma                                                                  | Italia                                                                | 1 – 2                                                                 | Argentina                                                             | Amichevole                                                            | -                                                                     | 53’                                                                   |
| 6-9-2013                                                              | Palermo                                                               | Italia                                                                | 1 – 0                                                                 | Bulgaria                                                              | Qual. Mondiali 2014                                                   | -                                                                     | 64’                                                                   |
| 10-9-2013                                                             | Torino                                                                | Italia                                                                | 2 – 1                                                                 | Rep. Ceca                                                             | Qual. Mondiali 2014                                                   | -                                                                     | 46’                                                                   |
| 18-11-2013                                                            | Londra                                                                | Italia                                                                | 2 – 2                                                                 | Nigeria                                                               | Amichevole                                                            | 1                                                                     | 76’                                                                   |
| 5-3-2014                                                              | Madrid                                                                | Spagna                                                                | 1 – 0                                                                 | Italia                                                                | Amichevole                                                            | -                                                                     | 72’                                                                   |
| 4-9-2014                                                              | Bari                                                                  | Italia                                                                | 2 – 0                                                                 | Paesi Bassi                                                           | Amichevole                                                            | -                                                                     |                                                                       |
| 9-9-2014                                                              | Oslo                                                                  | Norvegia                                                              | 0 – 2                                                                 | Italia                                                                | Qual. Euro 2016                                                       | -                                                                     |                                                                       |
| 24-3-2016                                                             | Udine                                                                 | Spagna                                                                | 1 – 1                                                                 | Italia                                                                | Amichevole                                                            | -                                                                     | 79’                                                                   |
| 29-3-2016                                                             | Monaco di Baviera                                                     | Germania                                                              | 4 – 1                                                                 | Italia                                                                | Amichevole                                                            | -                                                                     | 15’ 68’                                                               |
| 29-5-2016                                                             | Ta' Qali                                                              | Italia                                                                | 1 – 0                                                                 | Scozia                                                                | Amichevole                                                            | -                                                                     | 80’                                                                   |
| 6-6-2016                                                              | Verona                                                                | Italia                                                                | 2 – 0                                                                 | Finlandia                                                             | Amichevole                                                            | -                                                                     | 64’                                                                   |
| 13-6-2016                                                             | Lione                                                                 | Belgio                                                                | 0 – 2                                                                 | Italia                                                                | Euro 2016 - 1º turno                                                  | 1                                                                     |                                                                       |
| 17-6-2016                                                             | Tolosa                                                                | Italia                                                                | 1 – 0                                                                 | Svezia                                                                | Euro 2016 - 1º turno                                                  | -                                                                     |                                                                       |
| 27-6-2016                                                             | Saint-Denis                                                           | Italia                                                                | 2 – 0                                                                 | Spagna                                                                | Euro 2016 - Ottavi di finale                                          | -                                                                     |                                                                       |
| 2-7-2016                                                              | Bordeaux                                                              | Germania                                                              | 1 – 1 dts (6 – 5 dtr)                                                 | Italia                                                                | Euro 2016 - Quarti di finale                                          | -                                                                     | 103’                                                                  |
| Totale                                                                |                                                                       | Presenze                                                              | 29                                                                    |                                                                       | Reti                                                                  | 4                                                                     |                                                                       |

## Palmarès

### Club
- Lega Pro Prima Divisione: 1

Cesena: 2008-2009 (girone A)
- Campionato italiano: 2

Juventus: 2011-2012, 2012-2013
- Supercoppa italiana: 1

Juventus: 2012